# Focke-Wulf Ta 183
Focke-Wulf Ta 183 Huckebein (Thằng gù) là một mẫu thiết kế máy bay tiêm kích trang bị động cơ phản lực, đây là mẫu kế thừa của loại Messerschmitt Me 262 và được dự định sẽ trở thành máy bay tiêm kích ban ngày của Luftwaffe trong Chiến tranh Thế giới II. Nó chỉ được phát triển tới giai đoạn mẫu mô hình dùng trong hầm gió khi chiến tranh kết thúc, nhưng thiết kế cơ bản của nó đã được tiếp tục phát triển sau chiến tranh ở Argentina với loại máy bay FMA Pulqui II. Cái tên Huckebein bắt nguồn từ một con quạ chuyên gặp sự cố trong truyện tranh.

## Phát triển
Vào đầu năm 1945, Reichsluftfahrtministerium (RLM - Bộ Hàng không Đế chế Đức) bắt đầu nhận biết được những phát triển về máy bay phản lực của quân Đồng minh, RLM đặc biệt lo ngại họ có thể phải đối mặt với loại Gloster Meteor trên chiến trường lục địa. Để đáp lại mối đe dọa này, họ lập ra Chương trình Tiêm kích Khẩn cấp, ngừng sản xuất máy bay ném bom và các máy bay đa năng và chỉ tập trung vào các loại máy bay tiêm kích, đặc biệt là máy bay tiêm kích phản lực. Ngoài ra, họ cũng tăng tốc phát triển các thiết kế thử nghiệm để đảm bảo lợi thế hiệu suất so với các mẫu thiết kế của quân Đồng mình, các thiết kế này sẽ thay thế những loại tiêm kích phản lực của Đức như Messerschmitt Me 262 và Heinkel He 162.
Kết quả là một loạt các thiết kế tiên tiến, một số sử dụng cánh xuôi sau để cải thiện hiệu suất bay cận âm, các thiết kế khác lại không sử dụng cánh đuôi ngang để làm giảm lực kéo. Kể từ khi các kỹ sư máy bay Đức nhận thấy các thiết kế không cánh đuôi có thể gặp phải các vấn đề ổn định nghiêm trọng khi bay cận âm, một loại các phương pháp ổn định như phanh trên cánh được xem xét thử nghiệm cho máy bay hoặc đơn giản chỉ là thêm vào các cánh đuôi ngang thông thường. Đội thiết kế của Kurt Tank do Hans Multhopp đứng đầu đã thiết kế một mẫu tiêm kích vào năm 1945 với tên gọi "Huckebein" (một con quạ hoạt hình chuyên đi gây rắc rối), cũng còn được gọi là Đề án V (Đề án VI trong một số tài liệu khác) hay Thiết kế II của Focke-Wulf.

## Thiết kế

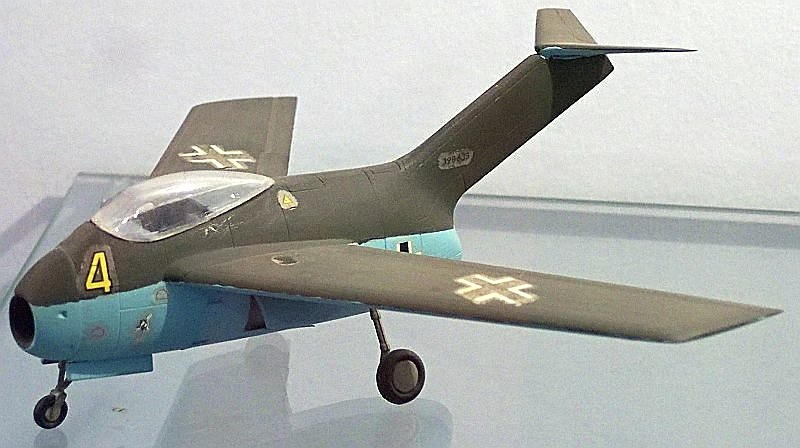
Một mô hình kiểu thiết kế II của Focke-Wulf Ta 183

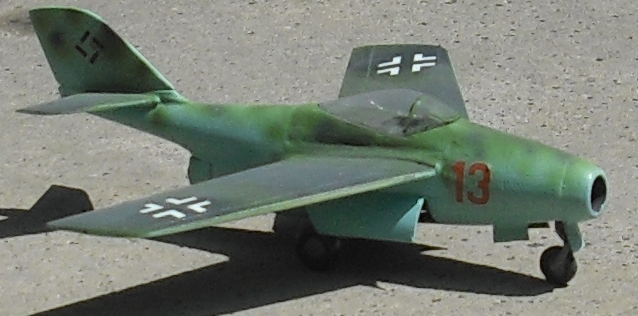
Kiểu thiết kế III của Ta 183

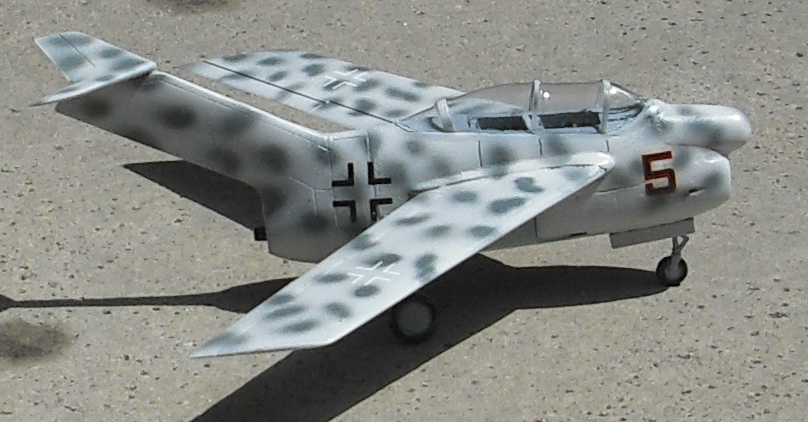
Ta 183 B

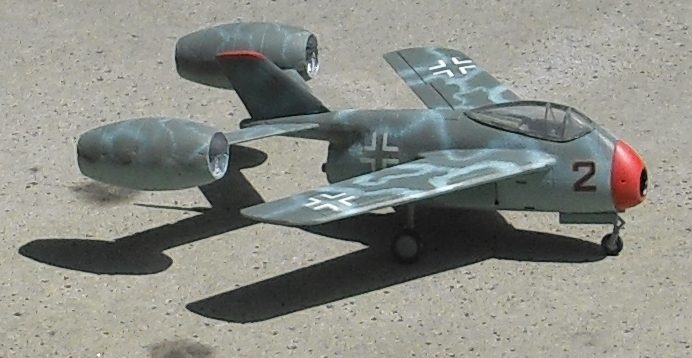
Mô hình Fw Super-Lorin

Việc phát triển Ta 183 bắt đầu vào đầu năm 1942 với tên gọi Đề án VI, đội thiết kế do kỹ sư Hans Multhopp tập hợp, mục tiêu là thiết kế một loại máy bay tiêm kích mới dựa trên những hiểu biết về các nghiên cứu thiết kế tiêm kích của Focke-Wulf trước đó, các nghiên cứu trước đó đã thất bại do không đạt được vận tốc cận âm. Máy bay dự kiến sử dụng một động cơ phản lực Heinkel HeS 011 tiên tiến, dù mẫu thử đầu tiên sẽ được trang bị động cơ Junkers Jumo 004B. Nghiên cứu ban đầu cũng đưa ra một tùy chọn về động cơ tên lửa có lực đẩy 1.000 kgf (10 kN) để cất cánh và tăng lực khi chiến đấu, như phiên bản đặc biệt "003R" của động cơ phản lực BMW 003 đã lên kế hoạch sử dụng, các thùng nhiên liệu bỏ được dưới cánh chứa nhiên liệu và chất oxy hóa đủ để động cơ tên lửa đốt trong 200 giây.

## Tính năng kỹ chiến thuật (Ta 183, thiết kế đầu)

Focke-Wulf Ta 183

### Đặc điểm riêng
- Tổ lái: 1
- Chiều dài: 9.20 m (30 ft 2 in)
- Sải cánh: 10.00 m (32 ft 10 in)
- Diện tích cánh: 22.5 m² (242 ft²)
- Trọng lượng rỗng: 2,380 kg (5,247 lb)
- Trọng lượng cất cánh: 4,300 kg (9,480 lb)
- Động cơ: 1 động cơ phản lực Heinkel HeS 011, lực đẩy 13 kN (2,700 lbf)

### Hiệu suất bay
- Vận tốc cực đại: 955 km/h (593 mph)
- Trần bay: 14,000 m (45,932 ft)
- Vận tốc lên cao: 20.4 m/s (4,020 ft/min)
- Lực nâng của cánh: 196 kg/m² (41 lb/ft²)
- Lực đẩy/trọng lượng: 0.37

### Vũ khí
- 4 pháo MK 108 30 mm (1.18 in)
- 4 tên lửa không đối không Ruhrstahl X-4 hoặc 500 kg (1,102 lb) bom

### Máy bay có cùng sự phát triển
- FMA IAe 33 Pulqui II

### Máy bay có tính năng tương đương
- Lavochkin La-15
- Mikoyan-Gurevich MiG-15
- Messerschmitt Me P.1101
- North American F-86 Sabre
- Saab 29 Tunnan